# Raikküla kommun
Raikküla kommun var en kommun i Estland. Den låg i landskapet Raplamaa, 60 km söder om huvudstaden Tallinn. 
I samband med kommunreformen 2017 uppgick Raikküla kommun i Rapla och Märjamaa kommun. Centralort var Tamme som sedan 2017 benämns Kabala. Andra samhällen i kommunen var Raikküla, Purku och Lipa. 
Trakten ingår i den hemiboreala klimatzonen. Årsmedeltemperaturen i trakten är 2 °C. Den varmaste månaden är juli, då medeltemperaturen är 17 °C, och den kallaste är januari, med −12 °C.